# Polnische Eishockeyliga 1960/61
Die Saison 1960/61 war die 6. Spielzeit der Ekstraliga, der höchsten polnischen Eishockeyspielklasse, und die 26. Spielzeit der polnischen Eishockeymeisterschaft. Meister wurde zum insgesamt zehnten Mal in der Vereinsgeschichte Legia Warszawa. ŁKS Łódź und Fortuna Wyry stiegen in die 2. Liga ab.

## Modus
In der Hauptrunde wurde die Liga in zwei regionale Gruppen aufgeteilt, wobei die Gruppe Nord mit sieben Mannschaften kleiner war als die Gruppe Süd mit acht Mannschaften. Die acht besten Mannschaften des Landes qualifizierten sich für die nationale Meisterschaft, wobei die vier besten Mannschaften in der Finalrunde um den Meistertitel spielten und die anderen vier Mannschaften der nationalen Meisterschaft in der Abstiegsrunde um den Klassenerhalt spielten. Die beiden Letztplatzierten der Abstiegsrunde stiegen in die 2. Liga ab. Für einen Sieg erhielt jede Mannschaft zwei Punkte, bei einem Unentschieden gab es einen Punkt und bei einer Niederlage null Punkte.

## Mannschaften
| Baildon Katowice |

| Warszawa |

| Górnik Katowice |

| Nowy Targ |

| Bydgoszcz |

| Toruń |

| Łódź |

| Wyry |

| Baildon Katowice |

| Warszawa |

| Górnik Katowice |

| Nowy Targ |

| Bydgoszcz |

| Toruń |

| Łódź |

| Wyry |

## Nationale Meisterschaft

### Finalrunde
|    | Klub                | Sp | Tore | Punkte |
| -- | ------------------- | -- | ---- | ------ |
| 1. | Legia Warszawa      | 3  | 15:3 | 6      |
| 2. | Górnik Katowice     | 3  | 15:8 | 4      |
| 3. | Podhale Nowy Targ   | 3  | 6:8  | 2      |
| 4. | KS Pomorzanin Toruń | 3  | 3:20 | 0      |

Sp = Spiele, S = Siege, U = unentschieden, N = Niederlagen, OTS = Overtime-Siege, OTN = Overtime-Niederlage, SOS = Penalty-Siege, SON = Penalty-Niederlage

### Abstiegsrunde
|    | Klub              | Sp | Tore | Punkte |
| -- | ----------------- | -- | ---- | ------ |
| 5. | Baildon Katowice  | 3  | 18:5 | 6      |
| 6. | Polonia Bydgoszcz | 3  | 19:8 | 4      |
| 7. | ŁKS Łódź          | 3  | 4:17 | 2      |
| 8. | Fortuna Wyry      | 3  | 5:16 | 0      |

Sp = Spiele, S = Siege, U = unentschieden, N = Niederlagen, OTS = Overtime-Siege, OTN = Overtime-Niederlage, SOS = Penalty-Siege, SON = Penalty-Niederlage